# Pinkovce
Pinkovce (ungarisch Ungpinkóc – bis 1907 Pinkóc) ist eine Gemeinde im äußersten Osten der Slowakei mit 187 Einwohnern (Stand 31. Dezember 2024), die zum Okres Sobrance, einem Kreis des Košický kraj, gehört.

## Geographie
Die Gemeinde befindet sich im Osten des Ostslowakischen Tieflands, am rechten Ufer des Uh, der hier auf einem kurzen Stück die Staatsgrenze zur Ukraine bildet. Das Ortszentrum liegt auf einer Höhe von 114 m n.m. und ist 15 Kilometer von Veľké Kapušany sowie 18 Kilometer von Sobrance entfernt.
Nachbargemeinden sind Záhor im Norden und Nordosten, Cholmok (Dorf Storoschnyzja, UA) im Osten und Südosten, Lekárovce im Süden, Südwesten und Westen und Bežovce im Nordwesten.

## Geschichte
Pinkovce wurde zum ersten Mal 1343 als Pynkouch schriftlich erwähnt, weitere historische Bezeichnungen sind unter anderen Pynkoch (1363), Pynkoch a.n. Kozmathelke (1394) und Pinkowce (1808). Das entwickelte Dorf war im Jahr der Ersterwähnung Besitz des Landadels, vom 14. bis zum 18. Jahrhundert war es Besitz der Familie Horváth, gefolgt von der Familie Weinhändler im 19. Jahrhundert. 1427 wurden drei Porta verzeichnet, 1715 gab es zwei Untermieter-Haushalte. 1828 zählte man 44 Häuser und 387 Einwohner.
Bis 1918/1919 gehörte der im Komitat Ung liegende Ort zum Königreich Ungarn und kam danach zur Tschechoslowakei beziehungsweise heute Slowakei. In der Zeit der ersten tschechoslowakischen Republik waren die Einwohner als Landwirte und Weber beschäftigt. Als Folge des Slowakisch-Ungarischen Kriegs war der Ort von 1939 bis 1944 noch einmal Teil Ungarns. Das 1740 erbaute Landschloss der Familie Horváth wurde nach dem Kriegsende abgerissen. Nach dem Zweiten Weltkrieg wurde 1958 die örtliche Einheitliche landwirtschaftliche Genossenschaft (Abk. JRD) gegründet, ein Teil der Einwohner pendelte zur Arbeit in Industriebetriebe in Veľké Kapušany, Vojany und Košice.

## Bevölkerung
| Jahr                | 1994 | 2004     | 2014    | 2024  |
| ------------------- | ---- | -------- | ------- | ----- |
| Anzahl der Personen | 212  | 188      | 170     | 187   |
| Unterschied         |      | −11,32 % | −9,57 % | +10 % |

| Jahr                | 2023 | 2024    |
| ------------------- | ---- | ------- |
| Anzahl der Personen | 184  | 187     |
| Unterschied         |      | +1,63 % |

Nach der Volkszählung 2011 wohnten in Pinkovce 174 Einwohner, davon 168 Slowaken, drei Tschechen und ein Magyare. Zwei Einwohner machten keine Angabe zur Ethnie.
75 Einwohner bekannten sich zur reformierten Kirche, 43 Einwohner zur griechisch-katholischen Kirche, 29 Einwohner zur römisch-katholischen Kirche, 15 Einwohner zu den Zeugen Jehovas und ein Einwohner zur Evangelischen Kirche A. B. Ein Einwohner bekannten sich zu einer anderen Konfession und bei 10 Einwohnern wurde die Konfession nicht ermittelt.

## Bauwerke
- reformierte (calvinistische) Kirche aus der ersten Hälfte des 19. Jahrhunderts, nach anderen Angaben schon im späten 18. Jahrhundert gebaut[6]

## Verkehr
Durch Pinkovce führt die Cesta III. triedy 3809 („Straße 3. Ordnung“) von Jenkovce und Záhor heraus und weiter nach Lekárovce.